# گرین ویل (میزوری)
گرین ویل (به انگلیسی: Greenville) یک شهر در ایالات متحده آمریکا است که در شهرستان وین، میزوری واقع شده‌است. گرین ویل ۱٫۷۶ کیلومتر مربع مساحت و ۵۱۱ نفر جمعیت دارد و ۱۲۴ متر بالاتر از سطح دریا واقع شده‌است.